# シャウキー・イブラーヒーム・アブドゥルカリーム
シャウキ（イ）ー・イブラーヒーム・アブドゥルカリーム・アッラーム（アラビア語: شوقي إبراهيم عبد الكريم علّام、Shawky Ibrahim Abdul-Karim Allam、1961年 -）は、エジプトのイスラーム法学者。
ブハイラ県コーム・ハマーダ出身。
アル＝アズハル大学タンタ校イスラーム法学教授。
2013年3月4日からエジプト大ムフティー（最高イスラーム法官)を務める。選挙で選ばれた最初の大ムフティーである。
穏健派として知られ、特定の政治党派には属していない。

## 経歴
1985年アズハル大学卒。
1996年イスラーム法学博士号取得（アズハル大学）。
2013年2月11日、投票によってアリー・ゴマアの後任（第19代）大ムフティーに選ばれ、3月4日に就任した。